# Campeonato Mundial de Taekwondo de 2015
El XXII Campeonato Mundial de Taekwondo se celebró en Cheliábinsk (Rusia) entre el 12 y el 18 de mayo de 2015 bajo la organización de la Federación Mundial de Taekwondo (WTF) y la Federación Rusa de Taekwondo.
Las competiciones se realizaron en la Arena Traktor de la ciudad rusa.

## Medallistas

### Masculino
| Evento         | Oro                       | Plata                          | Bronce                                                        |
| -------------- | ------------------------- | ------------------------------ | ------------------------------------------------------------- |
| –54 kg (16.05) | Kim Tae-Hun Corea del Sur | Stanislav Denisov · Rusia      | Venilton Torres · Brasil · Ramnarong Sawekwiharee · Tailandia |
| –58 kg (13.05) | Farzan Ashurzadeh Irán    | Si Mohamed Ketbi · Bélgica     | Ruslan Poiseyev · Rusia · Zhao Shuai · China                  |
| –63 kg (18.05) | Jaouad Achab · Bélgica    | Joel González Bonilla · España | Abolfazl Yagubi · Irán · Saúl Gutiérrez Macedo · México       |
| –68 kg (15.05) | Servet Tazegül Turquía    | Alexei Denisenko · Rusia       | José Antonio Rosillo · España · Shin Dong-Yun · Corea del Sur |
| –74 kg (14.05) | Masud Hayi-Zavareh Irán   | Nikita Rafalovich Uzbekistán   | Albert Gaun · Rusia · Ismaël Coulibaly · Mali                 |
| –80 kg (18.05) | Mehdi Jodabajshi Irán     | Damon Sansum Reino Unido       | Aaron Cook · Moldavia · Tahir Güleç · Alemania                |
| –87 kg (17.05) | Radik İsayev Azerbaiyán   | Jasur Boyqo‘ziyev Uzbekistán   | Vladislav Larin · Rusia · Rafael Alba Castillo · Cuba         |
| +87 kg (17.05) | Dmitriy Shokin Uzbekistán | Firmin Zokou Costa de Marfil   | Anthony Obame · Gabón · Robelis Despaigne Sanquet · Cuba      |

### Femenino
| Evento         | Oro                              | Plata                       | Bronce                                                                 |
| -------------- | -------------------------------- | --------------------------- | ---------------------------------------------------------------------- |
| –46 kg (13.05) | Panipak Wongpattanakit Tailandia | Iryna Romoldanova · Ucrania | Iris Tang Sing · Brasil · Lin Wan-Ting · China Taipéi                  |
| –49 kg (14.05) | Ha Min-Ah Corea del Sur          | Wu Jingyu China             | Svetlana Igumenova · Rusia · Tijana Bogdanović · Serbia                |
| –53 kg (16.05) | Lim Geum-Byeol Corea del Sur     | Huang Yun-Wen China Taipéi  | Ana Zaninović · Croacia · Andriana Asproyéraka · Grecia                |
| –57 kg (18.05) | Mayu Hamada Japón                | Eva Calvo Gómez · España    | Kimia Alizadeh · Irán · Edina Kotsis · Hungría                         |
| –62 kg (18.05) | İrem Yaman Turquía               | Marta Calvo Gómez · España  | Viktoriya Belanouskaya · Bielorrusia · Rachelle Booth · Reino Unido    |
| –67 kg (15.05) | Chuang Chia-Chia China Taipéi    | Nur Tatar Turquía           | Paige McPherson · Estados Unidos · Katherine Dumar Portacio · Colombia |
| –73 kg (17.05) | Oh Hye-Ri Corea del Sur          | Zheng Shuyin China          | Jacqueline Galloway · Estados Unidos · Iva Radoš · Croacia             |
| +73 kg (16.05) | Bianca Walkden Reino Unido       | Gwladys Épangue Francia     | Nafia Kuş · Turquía · Olga Ivanova · Rusia                             |

## Medallero
| Núm. | País            | Oro | Plata | Bronce | Total |
| ---- | --------------- | --- | ----- | ------ | ----- |
| 1    | Corea del Sur   | 4   | 0     | 1      | 5     |
| 2    | Irán            | 3   | 0     | 2      | 5     |
| 3    | Turquía         | 2   | 1     | 1      | 4     |
| 4    | Uzbekistán      | 1   | 2     | 0      | 3     |
| 5    | China Taipéi    | 1   | 1     | 1      | 3     |
| 5    | Reino Unido     | 1   | 1     | 1      | 3     |
| 7    | Bélgica         | 1   | 1     | 0      | 2     |
| 8    | Tailandia       | 1   | 0     | 1      | 2     |
| 9    | Azerbaiyán      | 1   | 0     | 0      | 1     |
| 9    | Japón           | 1   | 0     | 0      | 1     |
| 11   | España          | 0   | 3     | 1      | 4     |
| 12   | Rusia           | 0   | 2     | 5      | 7     |
| 13   | China           | 0   | 2     | 1      | 3     |
| 14   | Costa de Marfil | 0   | 1     | 0      | 1     |
| 14   | Francia         | 0   | 1     | 0      | 1     |
| 14   | Ucrania         | 0   | 1     | 0      | 1     |
| 17   | Brasil          | 0   | 0     | 2      | 2     |
| 17   | Croacia         | 0   | 0     | 2      | 2     |
| 17   | Cuba            | 0   | 0     | 2      | 2     |
| 17   | Estados Unidos  | 0   | 0     | 2      | 2     |
| 21   | Alemania        | 0   | 0     | 1      | 1     |
| 21   | Bielorrusia     | 0   | 0     | 1      | 1     |
| 21   | Colombia        | 0   | 0     | 1      | 1     |
| 21   | Gabón           | 0   | 0     | 1      | 1     |
| 21   | Grecia          | 0   | 0     | 1      | 1     |
| 21   | Hungría         | 0   | 0     | 1      | 1     |
| 21   | Mali            | 0   | 0     | 1      | 1     |
| 21   | México          | 0   | 0     | 1      | 1     |
| 21   | Moldavia        | 0   | 0     | 1      | 1     |
| 21   | Serbia          | 0   | 0     | 1      | 1     |
|      | TOTAL           | 16  | 16    | 32     | 64    |